# Neuwieser See

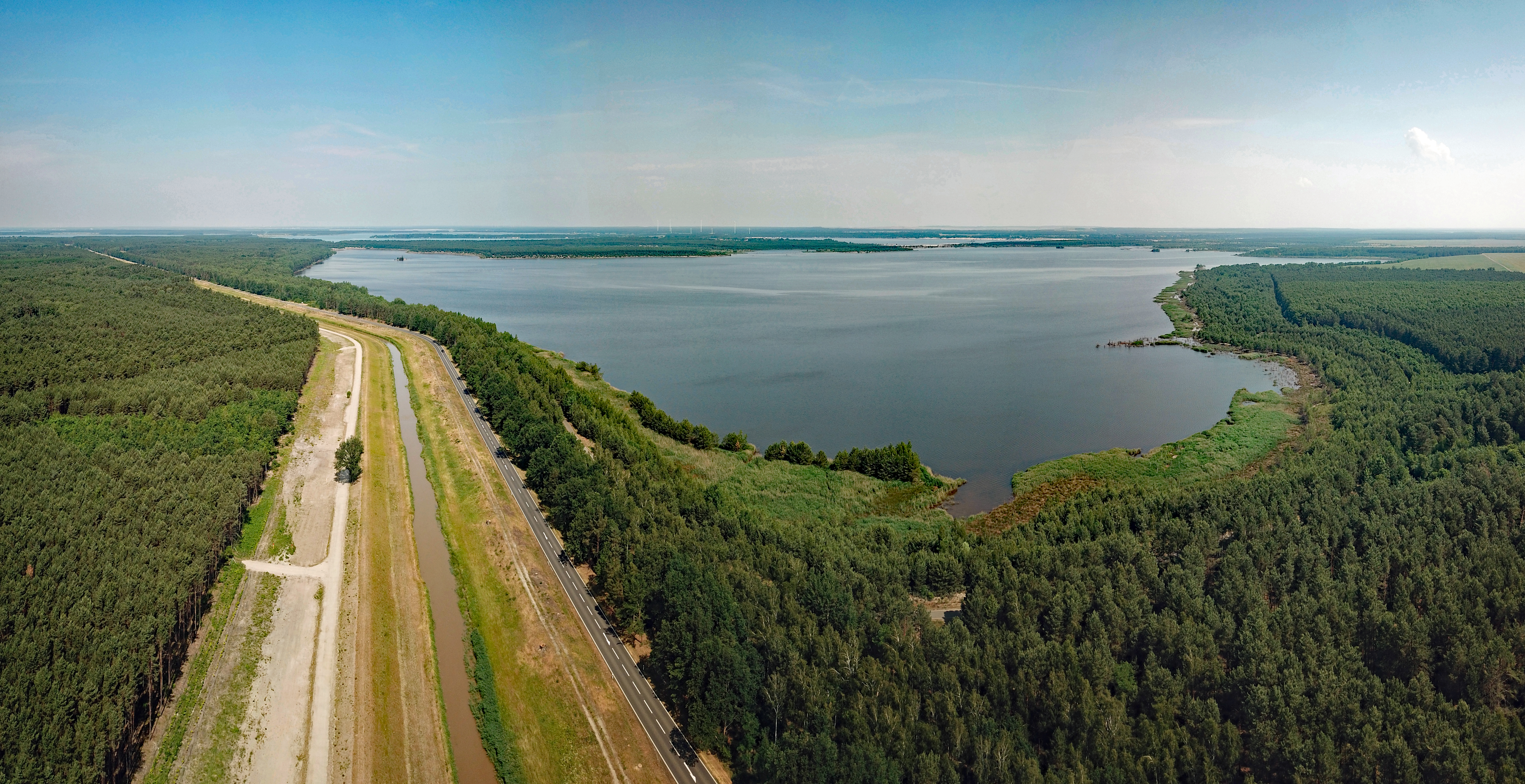
Neuwieser See (Luftbild 2018)

Der Neuwieser See, obersorbisch Nowołučanski jězor, ist Teil des Lausitzer Seenlandes und befindet sich auf dessen sächsischer Seite im Landkreis Bautzen. Er liegt südlich der Ortschaft Partwitz auf dem Gelände des ehemaligen Tagebaus Bluno. Nach Vollendung des Flutungsprozesses wird der See eine Wasserfläche von circa 630 Hektar und eine max. Wassertiefe von 17 Metern besitzen.
Westlich des Sees liegt der Partwitzer See, im Norden der Blunoer Südsee und im Osten der Bergener See. Im Rahmen eines umfangreichen touristischen Erschließungsprogrammes sollen in den nächsten Jahren insgesamt 10 der Seen der Seenkette durch 13 Kanäle miteinander verbunden werden. Der Neuwieser See soll mit allen drei angrenzenden Seen verbunden werden.
Am östlichen Rand des Sees soll auch ein Badestrand entstehen. Große Flächen obliegen allerdings dem Naturschutz. Der nordöstlich an den See anschließende Teil des ehemaligen Bergbaugeländes wird als Prozessschutzfläche dem Eingreifen des Menschen in der Rekultivierung entzogen.